# Ermida da Rainha do Mundo

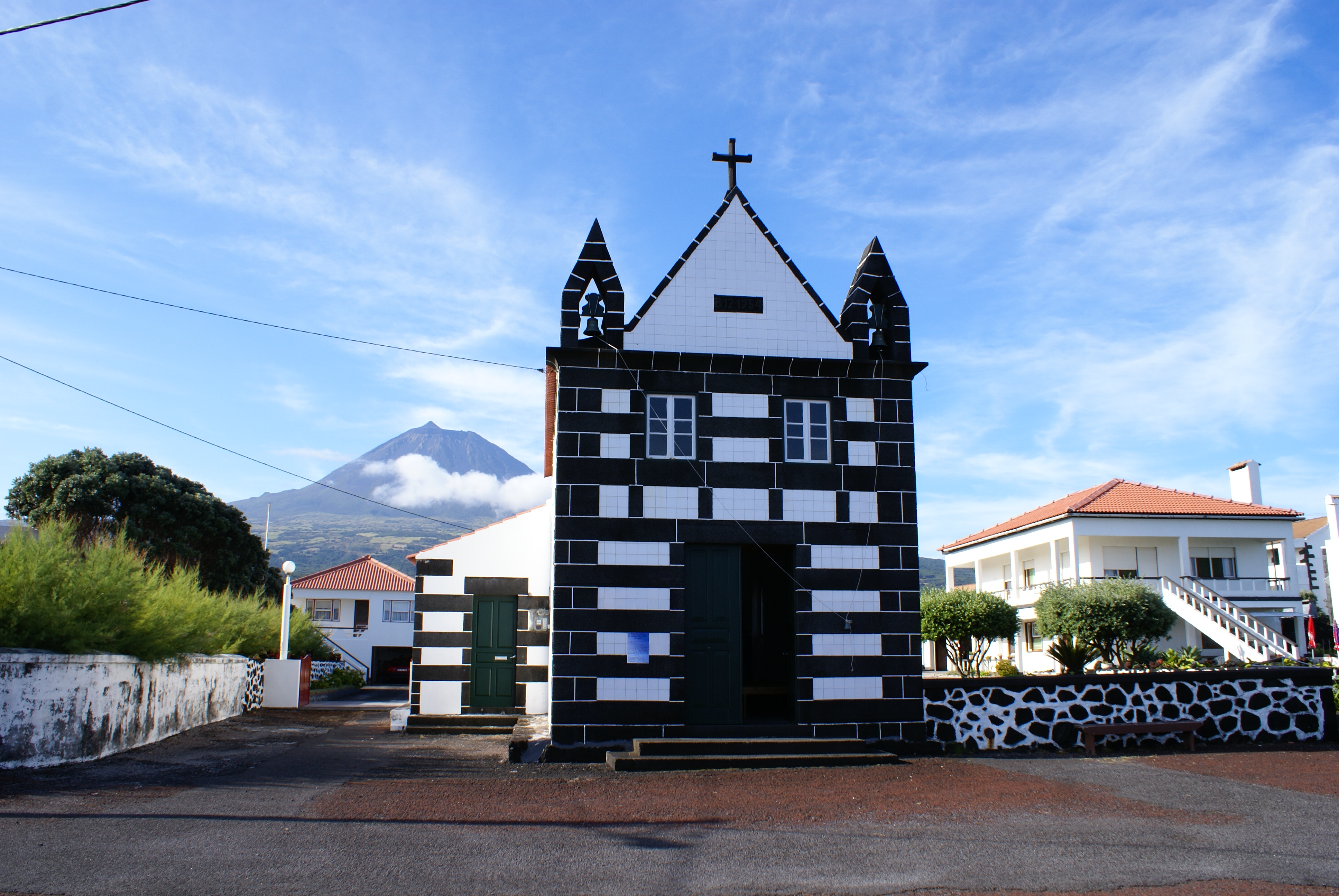
Ermida da Rainha do Mundo, fachada.

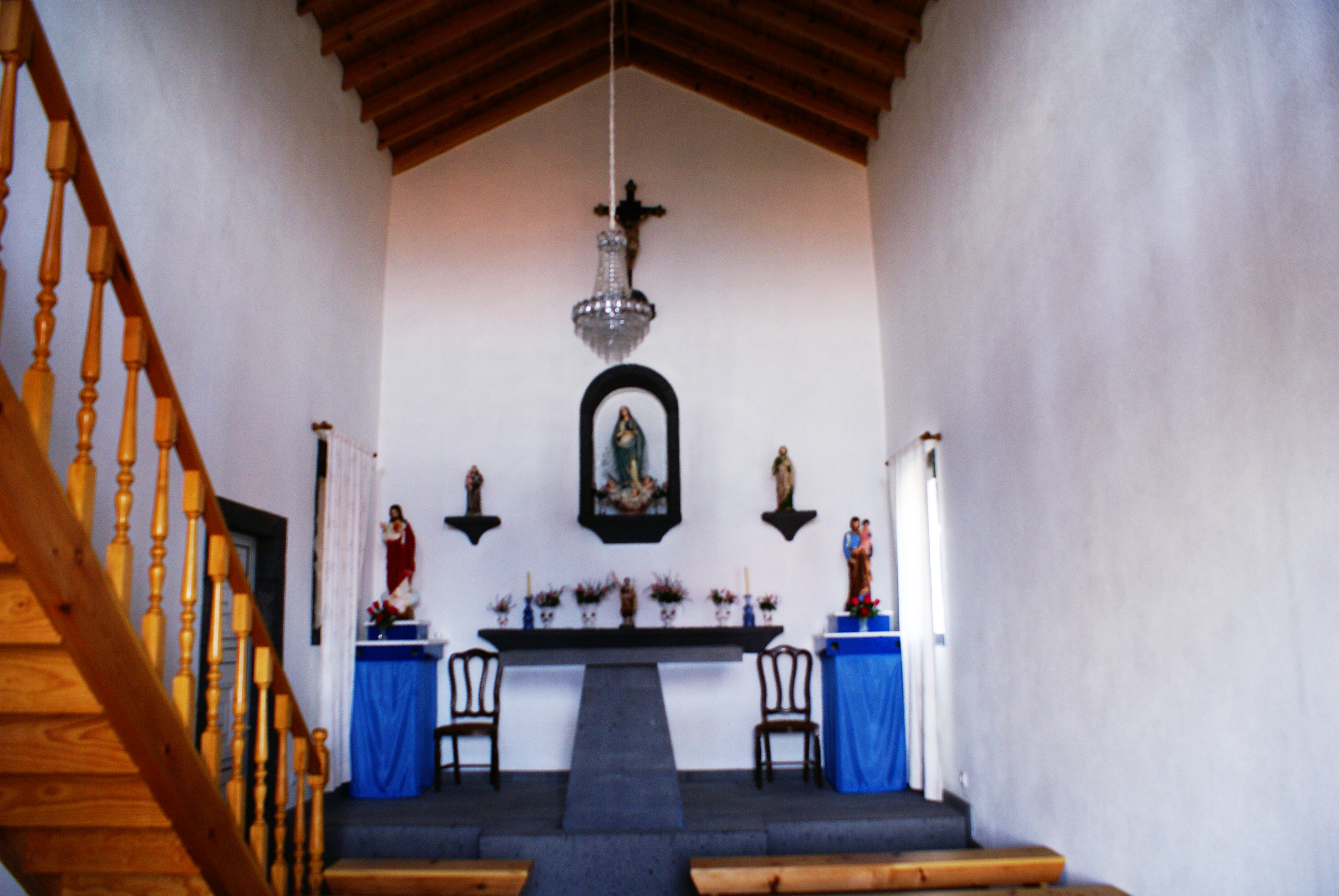
Ermida da Rainha do Mundo, nave.

A  Ermida da Rainha do Mundo  é uma Ermida portuguesa localizada no Largo dos Arcos, freguesia das Santa Luzia,  concelho de São Roque do Pico, na ilha do Pico, no arquipélago dos Açores.
Esta ermida, cuja construção recua ao século XX é dedicada à devoção da Rainha do Mundo. Tem a sua fundação no dia 8 de Dezembro de 1954.